# 余市防備隊
余市防備隊（よいちぼうびたい、英称：Coastal Defense Group Yoichi）は、海上自衛隊の横須賀地方隊函館基地隊隷下の部隊である。北海道余市郡余市町港町国有地に所在している。

## 概要
小樽港に入港する艦艇の支援や沿岸地域・津軽海峡の防備、爆発物処理、災害派遣等を担当する。札幌市を中心とする札幌都市圏など、人口集中地域である北海道道央に所在する唯一の海上自衛隊の部隊である。
司令は、1等海佐をもって充てられている。
冷戦が進み、対ソ連政策として北海道日本海沿岸に魚雷艇基地を建設するという構想が出てきた。余市町では、基地誘致を目指し、1962年（昭和37年）に町議会において基地誘致議決がなされ、1970年（昭和45年）に基地の建設が決定した。
同年10月には、基地設置に反対する漁民らが違憲であり公益性が無いとして、漁業権変更免許の取り消し処分を農林大臣に求める請求を起こしたが却下された。請求と並行して工事が開始され、1971年（昭和46年）に余市漁港の最北端に魚雷艇基地が設置された。寿都町も候補地であったが、背後に高い山があるという条件で余市が選定された。

## 沿革
- 1971年（昭和46年）7月15日：「余市防備隊」が開隊。

※開隊時の編成：本部、第1魚雷艇隊（魚雷艇10号、11号）
- 1972年（昭和47年）3月28日：12号魚雷艇が第1魚雷艇隊に編入[5]。
- 1975年（昭和50年）4月15日：10号魚雷艇が除籍[5]。
- 1990年（平成02年）11月28日：11号魚雷艇が除籍。15号魚雷艇が第2魚雷艇隊から編成替え[5]。
- 1991年（平成03年）10月4日：12号魚雷艇が除籍。14号魚雷艇が第2魚雷艇隊から編成替え[5]。
- 1993年（平成05年）3月22日：部隊改編。

1. 14号魚雷艇が除籍となり、第1魚雷艇隊が廃止、15号魚雷艇は防備隊直轄艇となる[5]。
2. 第1ミサイル艇隊（ミサイル艇1号、ミサイル艇2号）を新編。ミサイル艇機動支援整備班（MLS班）を新設[6]。

※この時期の人員は約100名。
- 1994年（平成06年）10月14日：魚雷艇15号が除籍となり、ミサイル艇のみの編成となる。
- 1995年（平成07年）3月13日：ミサイル艇3号を編入。
- 2006年（平成18年）9月5日：ミサイル艇3号が大湊港内において機関砲誤射事故。
- 2008年（平成20年）6月6日：ミサイル艇1号、2号が除籍。ミサイル艇「わかたか」が第2ミサイル艇隊から、「くまたか」が第3ミサイル艇隊から編成替え。
- 2010年（平成22年）6月24日：ミサイル艇3号が除籍[7]。ミサイル艇機動支援整備班（MLS班）が廃止。
- 2020年（令和02年）7月3日：余市町と「災害時の連携に係る協定」を締結[8]。
- 2025年（令和07年）3月24日：大湊地方隊の横須賀地方隊への統合に伴う部隊改編[9]。

1. 防備隊本部が横須賀地方隊直轄部隊となった函館基地隊隷下に編入[10]。
2. 第1ミサイル艇隊は函館基地隊の直轄部隊となる[11]。

## 部隊編成
- 余市防備隊本部
  - 総務科
  - 防備科
  - 補給科
  - 整備科
  - 通信所

## 主要幹部
| 官職名         | 階級    | 氏名     | 補職発令日     | 前職                             |
| -------------- | ------- | -------- | -------------- | -------------------------------- |
| 余市防備隊司令 | 1等海佐 | 上田知史 | 2024年12月20日 | 海上自衛隊第2術科学校教育第1部長 |

| 代 | 氏名       | 在職期間                | 出身校・期                | 前職                                                 | 後職                                                   | 備考                            |
| -- | ---------- | ----------------------- | ------------------------- | ---------------------------------------------------- | ------------------------------------------------------ | ------------------------------- |
| 01 | 村上 優    | 1971.7.15 - 1972.12.15  | 海兵75期                  | 大湊地方総監部                                       | 第1護衛隊群司令部幕僚                                  | 就任時2等海佐 1972.1.1、1等海佐 |
| 02 | 原 哲朗    | 1972.12.16 - 1974.12.15 | 海兵75期                  | おおなみ艦長                                         | 第4駆潜隊司令                                          | 就任時2等海佐 1973.7.1、1等海佐 |
| 03 | 中山献一   | 1974.12.16 - 1976.12.15 | 海兵75期                  | 海上自衛隊幹部学校教務課長                           | 海上幕僚監部副監察官                                   | 就任時2等海佐 1975.1.1、1等海佐 |
| 04 | 阿久根文雄 | 1976.12.16 - 1979.7.31  | 海兵75期                  | 海上幕僚監部調査部調査第2課 情報第1班長              | 大湊地方総監部幕僚長                                   |                                 |
| 05 | 田畑一朗   | 1979.8.1 - 1982.3.15    | 防大1期                   | 潜水艦教育訓練隊副長                                 | 海上幕僚監部防衛部                                     |                                 |
| 06 | 伊藤金二   | 1982.3.16 - 1984.3.15   | 海保大4期・ 9期幹候       | 海上幕僚監部総務部総務課総務班長                     | 海上自衛隊幹部候補生学校教育部長 兼 学生隊長           |                                 |
| 07 | 竹内秀人   | 1984.3.16- 1986.7.31    | 9期幹候                   | 大湊警備隊司令                                       | 自衛隊秋田地方連絡部長                                 |                                 |
| 08 | 堂脇 樹    | 1986.8.1 - 1987.12.2    | 防大6期                   | さわかぜ艦長                                         | 第34護衛隊司令                                         |                                 |
| 09 | 藤原弘之   | 1987.12.3 - 1989.3.15   | 防大5期                   | しらね艦長                                           | 第37護衛隊司令                                         |                                 |
| 10 | 宮本 静    | 1989.3.16 - 1990.7.31   | 学習院大・ 13期幹候       | 自衛艦隊司令部幕僚                                   | 第2護衛隊司令                                          |                                 |
| 11 | 高井 仁    | 1990.8.1 - 1991.6.30    | 防大7期                   | しらね艦長                                           | 第34護衛隊司令                                         |                                 |
| 12 | 番匠 勉    | 1991.7.1 - 1992.12.14   | 防大10期                  | 横須賀地方総監部管理部総務課長                       | 海上自衛隊第2術科学校教育1部長                         |                                 |
| 13 | 中山 武    | 1992.12.15 - 1994.7.31  | 防大11期                  | 海上幕僚監部人事教育部人事課募集班長                 | 大湊地方総監部防衛部                                   |                                 |
| 14 | 伊藤和雄   | 1994.8.1 - 1996.3.24    | 防大14期                  | 海上幕僚監部防衛部 装備体系課指揮通信体系班長        | 第36護衛隊司令                                         |                                 |
| 15 | 西村圭佑   | 1996.3.25 - 1998.12.7   | 防大11期                  | 阪神基地隊副長                                       | 退職                                                   |                                 |
| 16 | 村田章夫   | 1998.12.8 - 2001.3.26   | 防大14期                  | 呉地方総監部監察官                                   | 海上自衛隊第1術科学校総務部長                          |                                 |
| 17 | 椋尾康広   | 2001.3.27 - 2002.7.31   | 防大17期                  | しらね艦長                                           | 自衛艦隊司令部 兼 呉地方総監部                         |                                 |
| 18 | 松田貞臣   | 2002.8.1 - 2003.12.18   | 防大16期                  | 第2潜水隊司令                                        | 横須賀潜水基地隊付 →2004.4.3 定年退職                  |                                 |
| 19 | 清水 東    | 2003.12.19 - 2005.6.30  |                           | 海上幕僚監部首席法務官付法務官（防衛）               | 海上自衛隊第2術科学校副校長                            |                                 |
| 20 | 寺澤 洋    | 2005.7.1 - 2007.3.27    | 防大21期                  | 防衛研究所主任研究官                                 |                                                        |                                 |
| 21 | 松浦正幸   | 2007.3.28 - 2008.9.24   | 防大21期                  | くらま艦長                                           |                                                        |                                 |
| 22 | 落 修司    | 2008.9.25 - 2010.3.24   | 防大25期                  | 海上訓練指導隊群司令部幕僚                           | 第14護衛隊司令                                         |                                 |
| 23 | 田尻裕昭   | 2010.3.25 - 2011.7.31   | 防大27期                  | 海上自衛隊幹部候補生学校主任教官                     | 大湊地方総監部防衛部長                                 |                                 |
| 24 | 田所 浩    | 2011.8.1 - 2013.9.12    | 神戸商船大大院・ 38期幹候 | 第2潜水隊司令                                        | 大湊地方総監部管理部長                                 |                                 |
| 25 | 豊住 太    | 2013.9.13 - 2014.8.4    | 防大29期                  | きりしま艦長                                         | 第5護衛隊司令                                          |                                 |
| 26 | 髙田昌樹   | 2014.8.5 - 2015.8.2     | 防大29期                  | 佐世保海上訓練指導隊指導部長 兼 船務航海科長 兼 副長 | いせ艦長                                               |                                 |
| 27 | 吉田圭司   | 2015.8.3 - 2016.11.30   | 防大33期                  | 第51掃海隊司令 →2015.7.31 大湊地方総監部防衛部勤務   | 大湊地方総監部防衛部長                                 |                                 |
| 28 | 三上大二   | 2016.12.1 - 2018.7.31   | 防大32期                  | 海上自衛隊幹部学校企画部企画課 国際計画班長          | 自衛艦隊司令部作戦分析主任幕僚                         |                                 |
| 29 | 鈴木拓哉   | 2018.8.1 - 2019.9.16    | 慶應大・ 42期幹候         | 横須賀地方総監部監察官                               | おうみ艦長                                             |                                 |
| 30 | 大森浩昭   | 2019.9.17 - 2021.11.30  | 防大35期                  | いせ艦長 →2019.9.13 護衛艦隊司令部勤務               | 舞鶴警備隊司令                                         |                                 |
| 31 | 石谷拓哉   | 2021.12.1 - 2023.4.2    | 防大35期                  | 海上自衛隊第2術科学校教務部長                        | 海上自衛隊第2術科学校勤務 →2023.5.29 第2術科学校副校長 |                                 |
| 32 | 岩重吉彦   | 2023.4.3 - 2024.12.19   | 桜美林大大院              | 統合幕僚監部運用部運用第1課勤務                      | 海上自衛隊幹部学校勤務                                 |                                 |
| 33 | 上田知史   | 2024.12.20 -            |                           | 海上自衛隊第2術科学校教育第1部長                     |                                                        |                                 |